# Eichstaedt (Automobilhersteller)
Eichstaedt war ein US-amerikanischer Hersteller von Automobilen.

## Unternehmensgeschichte
Roman Eichstaedt stammte aus Deutschland. Nach Stationen in New Orleans, St. Louis und Chicago fand er 1898 Arbeit als Maschinist bei der Michigan Central Railway Company aus Michigan City in Indiana. Wenig später machte er sich selbständig. 1898 stellte er das erste Automobil her. Der Markenname lautete Eichstaedt. Darauf folgten hauptsächlich Fahrräder, aber auch einige weitere Autos für örtliche Kunden. 1902 war Eichstaedt als Händler für Fahrräder, Automobile, Nähmaschinen, Pistolen und Munition sowie als Reparaturwerkstatt aktiv. Danach verliert sich die Spur des Unternehmens.

## Kraftfahrzeuge
Das erste Auto hatte einen Einzylindermotor. Die offene Karosserie bot Platz für zwei Personen. Die Höchstgeschwindigkeit war mit 32 km/h angegeben.